# Mandong
Mandong is een bestuurslaag in het regentschap Klaten van de provincie Midden-Java, Indonesië. Mandong telt 2538 inwoners (volkstelling 2010).